# Choiseul (Provinz)

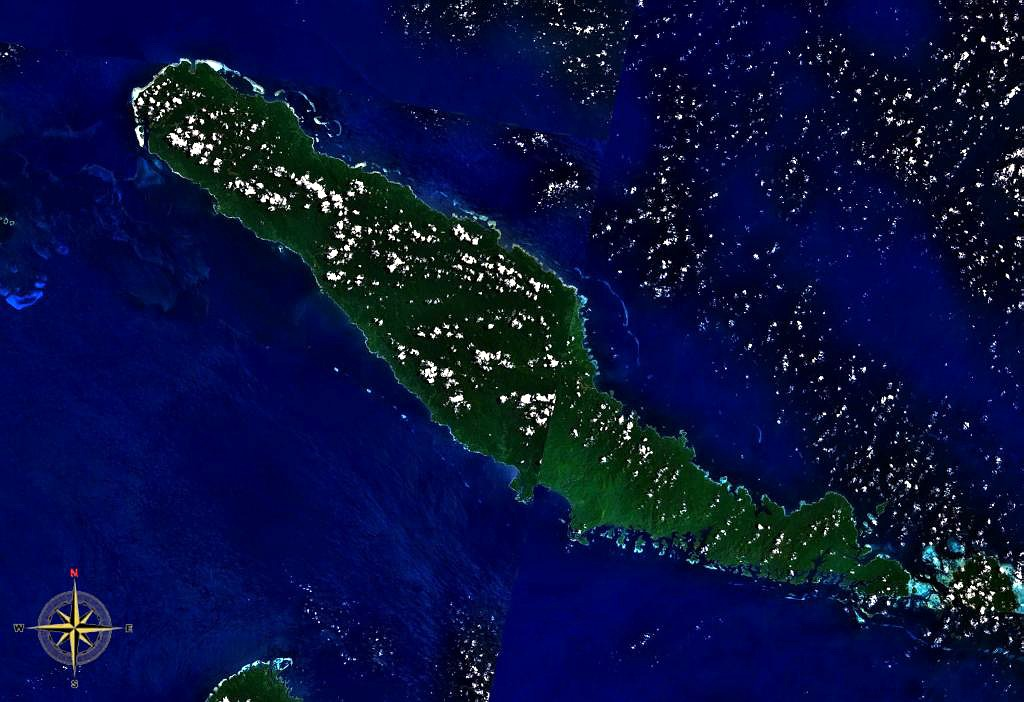
Satellitenaufnahme von Choiseul

Die Choiseul-Provinz ist eine von 9 Provinzen der Salomonen. Die vier Inseln umfassende Provinz liegt zwischen den Inseln Bougainville und Santa Isabel im Westen der Salomonen und hat eine Gesamtfläche von 3.837 km² und zählte im Jahr 2009 26.380 Einwohner. Die höchste Erhebung ist der Mount Maetabe mit 1060 m im Zentralhochland von Choiseul.
Folgende Inseln gehören zur Choiseul-Provinz:
- Choiseul (auch Lauru) (3.294 km²), 11.000 Einwohner, Hauptstadt: Malevangga (andere Namen: Malabague, Malivaga, Maleva, Malevaga, Malivanga, Malivugu)
- Vaghena (auch Wagina) (243 km²), 1.000 Einwohner, Hauptstadt: Vaghena
- Rob Roy (60 km²), unbewohnt
- weitere kleinere Inseln wie Taro Island (0,4 km²), 440 Einwohner (Stand: 1999), Sitz der Provinzhauptstadt Taro

Die Hauptstadt der Choiseul-Provinz ist Taro.

## Entdeckung und Namensherkunft
Als der spanische Seefahrer Alvaro de Mendaña de Neyra diese Insel 1568 entdeckte, nannte er sie San Marcos. Danach geriet sie in Vergessenheit. Erst 200 Jahre später landete der französische Entdecker Louis Antoine de Bougainville auf dieser Insel und benannte sie nach dem damaligen französischen Außenminister und Staatsmann Choiseul.

## Kultur

### Bevölkerung
Die Bevölkerung setzt sich aus mehreren melanesischen Stämmen zusammen, einschließlich der Gilbertesen, die auf der südlichsten Insel Vaghena leben. Im 19. Jahrhundert waren die Kopfjagd und der Sklavenhandel weit verbreitet. Dies führte dazu, dass die Insel Wagina in den 1870er Jahren unbewohnt war. Noch zu Beginn des 20. Jahrhunderts waren die Choiseul-Insulaner berüchtigte Kannibalen, so dass Besucher nur bewaffnet auf diese Inseln kamen. Im Jahre 1916 kam es zu grausamen Stammeskriegen, die erst am 8. August 1921 durch den Friedensvertrag von Sasamungga beendet wurden. Dieses Ereignis wird als „Kulabule“ bezeichnet und ist heute ein Feiertag auf Choiseul. Viele Insulaner wohnen in einfachen Holzhäusern und leben vom Betelnussanbau.

### Fußball
Die Bewohner von Choiseul sind ein fußballbegeistertes Volk. Ihre Fußballmannschaft heißt Lauru Kuvojo. 2005 nahmen sie am Solomon-Cup, der nationalen Fußballmeisterschaft der Salomoneninseln teil. Sie schieden jedoch in der Vorrunde aus.

## Flora und Fauna
Choiseul hat eine Tier- und Pflanzenwelt, die sowohl von Neuguinea als auch von Australien her geprägt ist. Das größte Säugetier ist der vom Aussterben bedrohte Dugong (Dugong dugon), eine Seekuh, die vor allem in den Gewässern vor Rob Roy vorkommt. Das größte Reptil ist das von Australien bekannte Leistenkrokodil (Crocodylus porosus). Die Avifauna ist durch den Riffreiher (Egretta sacra), die Augenbrauenente (Anas superciliosa) und den Salomonenseeadler (Haliaeetus sanfordi) vertreten. Bis zum Beginn des 20. Jahrhunderts lebte hier auch die inzwischen ausgestorbene Salomonentaube (Microgoura meeki), die heute die Flagge der Choiseul-Provinz schmückt. Zudem befindet sich auf Choiseul ein wichtiger Brutplatz für die Echte Karettschildkröte. Die Pflanzenwelt wird vor allem durch Mangrovenwälder und Kokosnussplantagen repräsentiert.